# František Krčil
František Krčil (* 18. August 1974) ist ein tschechischer Tischtennis-Nationalspieler mit internationalen Aktivitäten in den 1990er und 2000er Jahren. 

## Werdegang
František Krčil nahm an der Weltmeisterschaft 1997 in Manchester teil, kam jedoch bei seiner einzigen Weltmeisterschaft nicht in die Nähe von Medaillenrängen. Bei der Europameisterschaft 2000 in Bremen erreichte er mit der Mannschaft (Korbel, Plachý, Bindač, Výborný, Krčil) den 6. Platz. Seine Teilnahme an der Europameisterschaft 2002 in  Zagreb war nicht erfolgreich.
Seit Ende der 1980er Jahre trat Krčil für den SKST Vlašim an. In den 1990er Jahren wechselte er zum TTC Frýdek-Místek. Mit dieser Mannschaft wurde er ab 1995 sechsmal tschechischer Meister. Im nationalen Ranking belegte Krčil 2015 den 29. Rang.
2001 wurde er tschechischer Meister im Doppel mit Martin Olejník. Mit dem tschechischen Verein TTC Frýdek-Místek spielte er mehrere Jahre lang in der europäischen Superliga und wurde 1999/2000 im Europapokal Zweiter. Von 2002 bis 2004 war er beim SKK El Nino Praha aktiv. Seit 2004 spielte er bei verschiedenen deutschen Vereinen. Zunächst wurde er 2004 vom FC Tegernheim für die 2. Bundesliga Süd verpflichtet. 2006 wechselte er nach Italien, kehrte aber später nach Tegernheim zurück. Von 2014 bis 2017 spielte er für TTC Fortuna Passau in der 2. Bundesliga, danach für Regenstauf.